# Doliolina krohni
Doliolina krohni är en ryggsträngsdjursart som beskrevs av Herdmsann 1888. Doliolina krohni ingår i släktet Doliolina och familjen tunnsalper. Inga underarter finns listade i Catalogue of Life.